# Edward J. Flanagan
Pour les articles homonymes, voir Flanagan.
Edward Joseph Flanagan, né le 13 juillet 1886 à Roscommon (Irlande) et mort le 15 mai 1948 à Berlin (Allemagne), était un prêtre catholique américain (d’origine irlandaise) de l'archidiocèse d'Omaha, qui consacra toute sa vie à l’éducation des jeunes et adolescents délinquants ou abandonnés. Il est le fondateur de ‘Boys’ Town’, un centre familial et éducatif à la pédagogie originale basée sur la responsabilité personnelle.

## Biographie

### Jeunesse et formation
Né près de Roscommon en Irlande le 13 juillet 1886, le jeune Edward émigre aux États-Unis à l’âge de 18 ans (1904) et, après des études universitaires entre au séminaire du diocèse de New York il est envoyé à l’université grégorienne de Rome pour y poursuivre ses études ecclésiastiques et fait sa théologie au Collegium Canisianum d’Innsbruck en Autriche. C’est à Innsbruck qu’il est ordonné prêtre en 1912. 
Dès le début de son ministère sacerdotal il se préoccupe du sort des personnes rejetées et socialement inadaptées. En 1917, il fonde un home pour travailleurs sans emploi à Omaha (Nebraska). Peu à peu, il se tourne plus particulièrement vers la réhabilitation de la jeunesse inadaptée. La même année, avec 90 dollars, il fonde une maison pour les enfants sans foyer: ils sont cinq, trois enfants du juge et deux de la rue.  Toute sa vie il dira : « En réalité il n’existe pas un seul garçon qui soit fondamentalement mauvais ».

### La naissance de ‘Boys’ Town’
Pour Flanagan, la délinquance juvénile est largement explicable par l’influence d’un environnement social déficient. Pour y remédier il faut donc agir dans le sens inverse et créer pour la jeunesse en difficulté un milieu qui leur soit favorable et réponde à leurs vrais besoins sociaux. C’est ce qu’il a l’intention de faire dans sa résidence d’Omaha. Ses espoirs ne sont pas déçus. Sa première résidence est trop petite et il acquiert une ferme à 16 kilomètres d’Omaha pour y transférer sa ‘large famille’. Il l’appelle : « Boys Town » (Cité des garçons). 

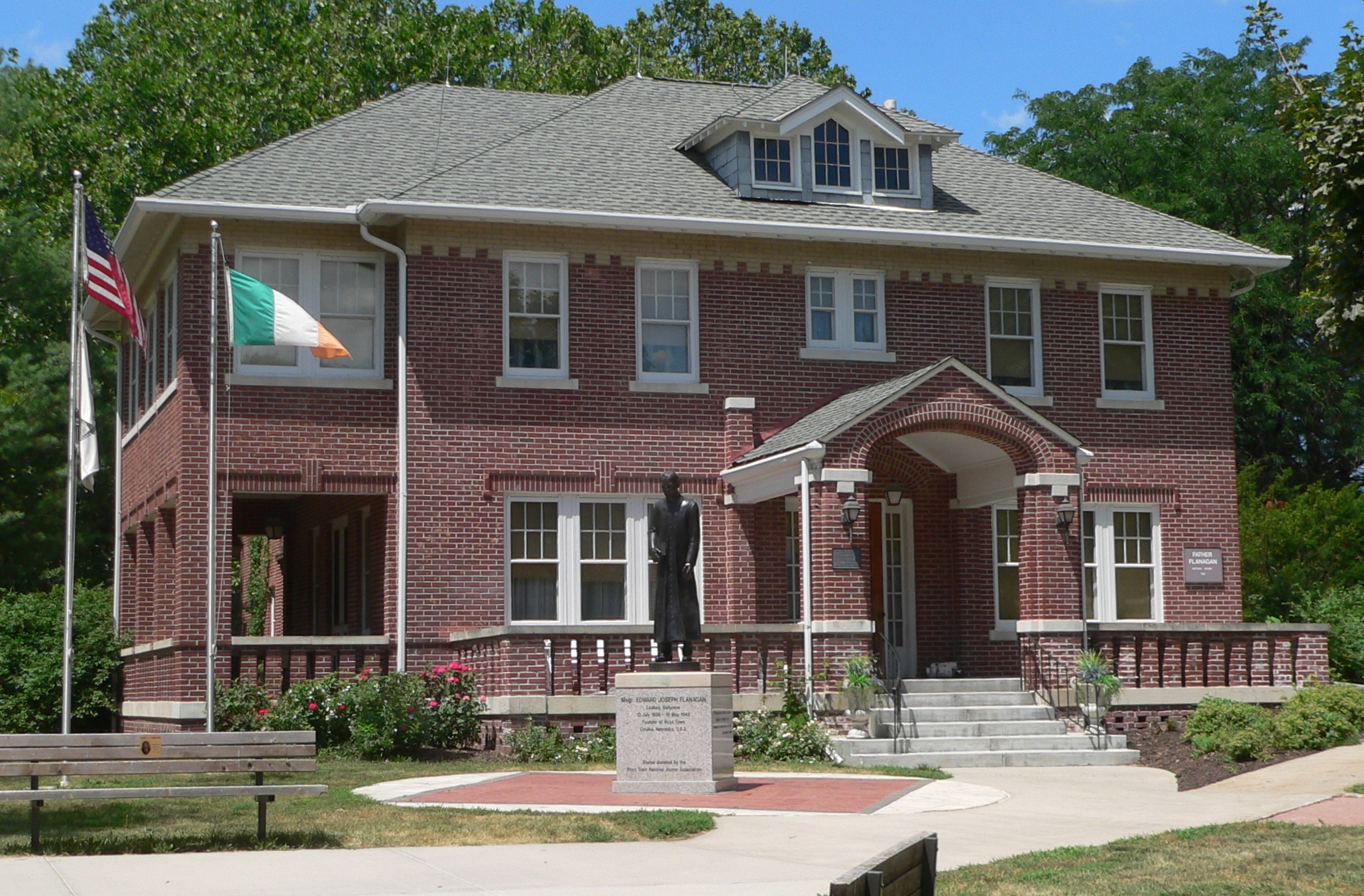
La résidence du père Flanagan, à Boys Town (Nebraska) est reconnue comme 'bâtiment d'intérêt historique'

L’idée du père Flanagan est de favoriser chez ses jeunes l'esprit de responsabilité personnelle. Pour cela, d’emblée il met en œuvre un système éducatif dans un régime d'autonomie. En 1926, il fait une première tentative pour organiser la ‘Cité des garçons’ en régime autonome, les jeunes choisissant eux-mêmes ceux qui les dirigent. Remarquablement il obtient en 1935 des autorités américaines une reconnaissance légale de l’entité municipale ‘Boys Town’. Après campagne électorale, des élections y ont lieu pour la nomination aux postes de direction. Le gouvernement municipal régulièrement renouvelé par élections - s'occupe, depuis lors, de tout ce qui concerne le régime interne de la 'Cité des garçons'.  Le père Flanagan n’intervient que dans les cas les plus graves. Cette pédagogie révolutionnaire a un succès considérable. Un grand nombre de jeunes gens sortis de 'Boys Town' sont parfaitement réinsérés dans la société américaine. 
En 1938, la ‘Cité des garçons’ devient mondialement connue grâce au film du même nom (en français : Des hommes sont nés), interprété par Spencer Tracy - qui incarnait le fondateur - et Mickey Rooney. 

### Après la Seconde guerre mondiale
Après la Seconde Guerre mondiale le père Flanagan est invité en divers pays pour aider à la réinsertion sociale des enfants et adolescents orphelins de guerre ou autrement meurtris par le conflit. Il fait un travail important, entre autres, au Japon et aux Philippines. Il est appelé à Berlin par l’armée américaine pour y lancer une organisation éducative semblable à Boys Town, lorsqu’il il meurt subitement le 15 mai 1948.
Son œuvre à la tête des ’Boys Town’ est poursuivie par le père Nicolas H. Wegner, qui fut son ami et collaborateur durant 25 ans.

## Reconnaissance publique
- En 1986 les services postaux des États-Unis émirent un timbre-poste à l’effigie du père Flanagan, dans la série des ‘Great Americans’.
- Le père Flanagan a été admis dans le ‘Nebraska Hall of Fame’.
- Le procès en vue de la béatification du père Flanagan est ouvert depuis 2012. En 2015 l’enquête préliminaire faite par l’Archidiocèse d'Omaha est terminée et le père Flanagan est déclaré ‘Serviteur de Dieu’.